# ناله نکن، سنجاب!
ناله نکن، سنجاب! (چکی: Nefňukej, veverko!) یک فیلم کمدی فانتزی محصول کشور چکسلواکی است که در سال ۱۹۸۸ منتشر شد. از بازیگران این فیلم می‌توان به ورونیکا فرایمانووا، ییرژی شمیتزر، ماری روسولکووا، لوبور توکوش، لیبوشه هاولکووا و اوندرژی هاولکا اشاره کرد.

## خلاصه داستان
کاچکا دختر کوچک ۵ ساله‌ای است که با پدر و مادرش در یک روستای خوش‌منظره کوهستانی زندگی می‌کند. او برای خود اصولی دارد و با وقوع هر پیش‌آمدی، راه‌حلی برایش می‌یابد. شادترین لحظات کاچکا زمانی است که به دنیای خیال و افسانه گریز می‌زند. او عاشق حیوانات است و از آنها در تخیلات خود استفاده می‌کند. مادر کاچکا باردار است و کاچکا تنها زمانی خوشحال خواهد شد که مادرش برای او یک خواهر کوچک بیاورد. اما مادر پس از بازگشت از زایشگاه، با خود دو برادر دوقلو به خانه می‌آورد. ناراحتی و بی‌تفاوتی روح کاچکا را فرا می‌گیرد و بدتر آنکه او احساس می‌کند دیگر در کانون توجه‌ها نیست. از اینجاست که رفتار او فرق می‌کند: وسایل و غذای برادرانش را برمی‌دارد و در جای آنها زنبور رها می‌کند. این رفتارها سبب می‌شوند که پدر و مادرش او را تنبیه کنند و او ساعت‌ها در کنجی می‌نشیند و به‌فکر فرو می‌رود. والدین او تصمیم می گیرند او را به کودکستان بفرستند، اما کاچکا فکر می‌کند پدر و مادر دیگر به او علاقه ندارند و دلیل این موضوع هم آن است که شاید او فرزند واقعی آنها نیست. سرانجام کاچکا از کودکستان فرار می‌کند. پدر به دنبال او می‌گردد و پس از یافتنش، تلاش می‌کند مسائل را برایش شرح دهد. اما مدت زیادی وقت لازم است تا کاچکا بتواند تمام این وقایع را هضم کند و در جهت بهتر شدن اوضاع تلاش کند…